# Sinornithoides
 Sinornithoides  („chinesischer Vogelartiger“) ist eine Gattung sehr kleiner theropoder Dinosaurier aus der Unterkreide von Zentralasien.
Fossilien dieses Troodontiden wurden in Ablagerungen aus der späten Unterkreide (spätes Barremium bis frühes Aptium) entdeckt. Er gehört mit einer Länge von etwa einem Meter zu den kleinsten bekannten Theropoden. Sinornithoides lebte im Gebiet des heutigen Chinas und ernährte sich vermutlich von Wirbellosen und anderen kleinen Beutetieren.

## Merkmale
Bei einer Körperlänge von 1,1 Metern betrug das Gewicht des Sinornithoides geschätzt etwa 2,5 Kilogramm. Der Schädel zeigt viele gemeinsame Merkmale (Synapomorphien) mit anderen Troodontiden: So ist dieser beispielsweise seitlich vertieft, und der Hirnschädel weist eine Bulla (eine blasenartige Erhöhung) auf (Parabasisphenoid). Von verwandten Arten lässt sich Sinornithoides durch einige Schädelmerkmale abgrenzen, obwohl die Erstbeschreiber keine Autapomorphien (einzigartige Merkmale) beschreiben konnten, da andere Troodontiden oft zu unvollständig erhalten sind. Von Saurornithoides unterscheidet sich Sinornithoides durch einen proportional kürzeren Schädel und von Troodon durch die mehr seitlich am Schädel gelegenen Augenhöhlen.

## Beschreibungsgeschichte
Die Typusart Sinornithoides youngi wurde erstmals 1994 von Dale Russell und Dong Zhiming wissenschaftlich beschrieben. Die Beschreibung basiert auf einem beinahe vollständig erhaltenen Skelett (Holotypus IVPP V9612), das in der Inneren Mongolei Chinas nahe dem Dorf Muhuaxiao entdeckt wurde. Stratigraphisch stammt der Fund aus der Ejinhoro-Formation im Ordos-Becken. 
Dem Skelett fehlt lediglich die Schädeldecke, Hals- und Rückenwirbel sowie einige andere Knochen. Das Skelett wies die gleiche Fundlage wie das Fossil des Verwandten Mei long auf: Die Schnauze war unter die linke Hand gelegt. Moderne Vögel nehmen im Schlaf eine ähnliche Haltung ein, um sich vor Kälte zu schützen. Dies gilt als ein weiterer Hinweis auf die nahe Verwandtschaft zwischen Vögeln und Dinosauriern. Sein fossiles Skelett ist das bisher besterhaltene eines Troodontiden.